# 臧文清
臧文清（1940年—），河北承德人，中国人民解放军将领、中国人民解放军中将。 
1999年，授予中国人民解放军中将，曾任北京军区副司令员。 